# 孤独堡垒
孤獨堡壘（英語：Fortress of Solitude）是一個出現在DC漫畫中的虛構堡壘，是超人位於北極的秘密基地。基地裡收藏許多克利普頓星文化的遺留物，以及被打敗的敵人使用的武器和一些外星生物。